# AMT Hardballer
L'AMT Hardballer est un clone du .45 ACP Colt M1911. Il a été fabriqué par Arcadia Machine and Tool (AMT) en 1977. L'AMT Hardballer est le premier "1911" en acier inoxydable.

## Diffusion
Au Canada et aux USA, ce premier 1911 inox est prisé par les citoyens pour leur défense personnelle. La version à canon long vise le marché de la chasse à l'arme de poing et le tir sportif.
L'AMT Hardballer est l'arme principale de l'agent 47 dans la série de jeux vidéo Hitman, où  cette arme est appelée « Silverballer ».
Elle fut également utilisée au cinéma, particulièrement dans sa version Long slide par Arnold Schwarzenegger dans Terminator (un modèle muni d'une lunette à la visée laser).
Dans la série Black Lagoon, Mister Chang emprunte une paire d'Hardballers à ses gardes du corps pour escorter la Lagoon Company hors d'un bâtiment assiégé par des terroristes. C'est la seule fois où cette arme apparaît dans la saga, Chang préférant tout comme Revy utiliser une paire de Berettas customisés au combat.